# Benoît-Constant Coquelin
Benoît-Constant Coquelin   (Boulogne-sur-Mer, 25 de gener de 1842 - Couilly-Pont-aux-Dames, 27 de gener de 1909) fou un actor francès. Conegut com a Coquelin Ainé perquè el seu germà també era actor, gaudí d'un gran prestigi al seu país. El 1860 va debutar a la Comédie-Française. El 1886 va fer una tournée per Europa i Amèrica del Sud i tres anys més tard tornà a ingressar a la Comédie-Française fins al 1897, data en què creà la seva pròpia companyia al Teatre de la Porte Saint-Martin. Una de les interpretacions que el van fer més cèlebre fou la de Cyrano de Bergerac.
El novembre del 1903 debutà al Teatre Principal de Barcelona amb aquesta obra i, tot i l'expectació que va desvetllar la presència d'aquest actor en Barcelona, la crítica no fou gaire favorable. En ocasió de l'estada d'aquest actor a Barcelona, el qual mai no va tornar a actuar a escenaris espanyols, el Cercle del Liceu li oferí un sopar d'homenatge i Ramon Casas li va fer un retrat, actualment conservat al Museu Nacional d'Art de Catalunya.